# Resurrectio (film, 1931)
Pour plus de détails, voir Fiche technique et Distribution.
Resurrectio est un film italien réalisé par Alessandro Blasetti, sorti en 1931.

## Fiche technique
- Titre : Resurrectio
- Réalisation : Alessandro Blasetti
- Scénario : Alessandro Blasetti
- Décors : Gastone Medin
- Photographie : Carlo Montuori
- Montage : Alessandro Blasetti et Ignazio Ferronetti
- Musique : Amedeo Escobar (en)
- Pays de production : Royaume d'Italie
- Format : Noir et blanc - 1,33:1 - Mono
- Genre : drame
- Durée : 65 minutes
- Date de sortie : 1931

## Distribution
- Lia Franca (en) : La fille
- Daniele Crespi : Pietro Gaddi
- Venera Alexandrescu : La vamp
- Olga Capri : la grosse dame dans le bus
- Mario Mazza : un ouvrier dans le bus
- Alfredo Martinelli : un monsieur
- Giorgio Bianchi : un homme à l'Astoria
- Renato Malavasi : un spectateur au concert
- Umberto Sacripante : un homme à l'Astoria